# Az Amerikai Egyesült Államok az 1896. évi nyári olimpiai játékokon
Az Amerikai Egyesült Államok a görögországi Athénban megrendezett 1896. évi nyári olimpiai játékok egyik részt vevő nemzete volt.  Az országot az olimpián 3 sportágban 14 sportoló képviselte, legeredményesebb versenyzője Robert Garrett atléta volt, aki két arany- és két ezüstérmet szerzett.

## Eredményesség sportáganként
Az egyes sportágak eredményessége, illetve az induló versenyzők száma a következő (kiemelve az egyes oszlopokban előforduló legmagasabb érték, vagy értékek):
| Sportág, szakág | Helyezések száma | Helyezések száma | Helyezések száma | Helyezések száma | Helyezések száma | Helyezések száma | Olimpiai pont | Indulók száma | Indulók száma | Indulók száma |
| Sportág, szakág | 1.               | 2.               | 3.               | 4.               | 5.               | 6.               | Olimpiai pont | Férfi         | Nő            | Össz.         |
| Atlétika        | 9                | 6                | 2                | 0                | 0                | 0                | 0             | 10            | 0             | 10            |
| Sportlövészet   | 2                | 1                | 0                | 0                | 0                | 0                | 0             | 3             | 0             | 3             |
| Úszás           | 0                | 0                | 0                | 0                | 0                | 0                | 0             | 1             | 0             | 1             |
| Összesen        | 11               | 7                | 2                | 0                | 0                | 0                | 0             | 14            | 0             | 14            |

## Érmesek
| Érem  | Versenyző         | Sportág       | Versenyszám         |
| ----- | ----------------- | ------------- | ------------------- |
| Arany | Thomas Burke      | Atlétika      | Férfi 100 m         |
| Arany | Thomas Burke      | Atlétika      | Férfi 400 m         |
| Arany | Tom Curtis        | Atlétika      | Férfi 110 m gát     |
| Arany | Ellery Clark      | Atlétika      | Férfi magasugrás    |
| Arany | Welles Hoyt       | Atlétika      | Férfi rúdugrás      |
| Arany | Ellery Clark      | Atlétika      | Férfi távolugrás    |
| Arany | James B. Connolly | Atlétika      | Férfi hármasugrás   |
| Arany | Bob Garrett       | Atlétika      | Férfi súlylökés     |
| Arany | Bob Garrett       | Atlétika      | Férfi diszkoszvetés |
| Arany | John Paine        | Sportlövészet | Katonai pisztoly    |
| Arany | Sumner Paine      | Sportlövészet | Szabadpisztoly      |
| Ezüst | Herbert Jamison   | Atlétika      | Férfi 400 m         |
| Ezüst | Arthur C. Blake   | Atlétika      | Férfi 1500 m        |
| Ezüst | Bob Garrett       | Atlétika      | Férfi magasugrás    |
| Ezüst | James B. Connolly | Atlétika      | Férfi magasugrás    |
| Ezüst | Albert Tyler      | Atlétika      | Férfi rúdugrás      |
| Ezüst | Bob Garrett       | Atlétika      | Férfi távolugrás    |
| Ezüst | Sumner Paine      | Sportlövészet | Katonai pisztoly    |
| Bronz | Frank Lane        | Atlétika      | Férfi 100 m         |
| Bronz | James B. Connolly | Atlétika      | Férfi távolugrás    |

## Atlétika
| Versenyző       | Versenyszám | Előfutam   | Előfutam | Döntő         | Döntő         |
| Versenyző       | Versenyszám | Idő        | Hely.    | Idő           | Helyezés      |
| --------------- | ----------- | ---------- | -------- | ------------- | ------------- |
| Herbert Jamison | 400 m       | 56,8       | 1.       | 55,2          |               |
| Thomas Burke    | 400 m       | 58,4       | 1.       | 54,2          |               |
| Thomas Burke    | 100 m       | 11,8       | 1.       | 12,0          |               |
| Francis Lane    | 100 m       | 12,2       | 1.       | 12,6          | *             |
| Tom Curtis      | 100 m       | 12,2       | 1.       | nem indult    | nem indult    |
| Tom Curtis      | 110 m gát   | 18,4       | 1.       | 17,6          |               |
| Bill Hoyt       | 110 m gát   | nincs adat | 2.       | nem indult    | nem indult    |
| Arthur C. Blake | 1500 m      |            |          | 4:33,6        |               |
| Arthur C. Blake | Maraton     |            |          | nem ért célba | nem ért célba |

| Versenyző         | Versenyszám   | Eredmény   | Helyezés   |
| ----------------- | ------------- | ---------- | ---------- |
| Ellery Clark      | Magasugrás    | 181 cm     |            |
| Ellery Clark      | Távolugrás    | 635 cm     |            |
| Ellery Clark      | Súlylökés     | nincs adat | nincs adat |
| Bob Garrett       | Súlylökés     | 11,22 m    |            |
| Bob Garrett       | Távolugrás    | 600 cm     |            |
| Bob Garrett       | Diszkoszvetés | 29,150 m   |            |
| Bob Garrett       | Magasugrás    | 165 cm     | *          |
| James B. Connolly | Magasugrás    | 165 cm     | *          |
| James B. Connolly | Távolugrás    | 584 cm     |            |
| James B. Connolly | Hármasugrás   | 13,71 m    |            |
| Bill Hoyt         | Rúdugrás      | 330 cm     |            |
| Albert Tyler      | Rúdugrás      | 320 cm     |            |

* - egy másik versenyzővel azonos eredményt ért el

## Sportlövészet
| Versenyző         | Versenyszám      | Eredmény   | Helyezés   |
| ----------------- | ---------------- | ---------- | ---------- |
| Sumner Paine      | Szabadpisztoly   | 442        |            |
| Sumner Paine      | Katonai pisztoly | 380        |            |
| John Paine        | Katonai pisztoly | 442        |            |
| Charles Waldstein | Hadipuska        | nincs adat | nincs adat |

## Úszás
| Versenyző        | Versenyszám  | Idő        | Helyezés   |
| ---------------- | ------------ | ---------- | ---------- |
| Gardner Williams | 100 m gyors  | nincs adat | nincs adat |
| Gardner Williams | 1200 m gyors | nincs adat | nincs adat |